# Леттьери, Тино
Мартино «Тино» Леттьери (англ. Martino "Tino" Lettieri, родился 27 сентября 1957 года в Бари) — канадский футболист итальянского происхождения, выступавший на позиции вратаря за клубы Североамериканской футбольной лиги и за клубы чемпионата Major Indoor Soccer League. Дважды участник Олимпийских игр 1976 и 1984 года, в составе сборной Канады сыграл на первом в её истории чемпионате мира в 1986 году.

## Карьера

### Клубная
Родился в Италии, вырос в Канаде. Начинал карьеру в клубе «Монреаль Касторс» из Канадской национальной лиги футбола в 1976 году. В 1977—1981 годах играл в Североамериканской футбольной лиге за клуб «Миннесота Кикс». Позже представлял команды «Ванкувер Уайткэпс» и «Миннесота Страйкерс». В 1983 году был признан лучшим игроком Североамериканской футбольной лиге, в 1982 и 1983 годах выдавал лучшие показатели по среднему количеству пропущенных голов за матч. Также играл в Major Indoor Soccer League за разные команды. Карьеру игрока Леттьери завершил в 1987 году за «Гамильтон Стилерз» из Канадской лиги футбола. Всего за карьеру сыграл 309 матчей.

### В сборной
17 сентября 1980 года Тино Леттьери официально дебютировал за сборную Канады матчем в Эдмонтоне против Новой Зеландии, который завершился «сухой» победой канадцев со счётом 3:0. За сборную Канады сыграл всего в 24 матчах, сыграв два матча на чемпионате мира 1986 года (против СССР и Венгрии). В 1985 году с командой выиграл чемпионат КОНКАКАФ и отбор на чемпионат мира 1986 года. Последнюю игру в карьере за сборную провёл 9 июня 1986 года против сборной СССР в рамках чемпионата мира в Ирапуато: канадцы проиграли 0:2.

## Достижения
- Чемпион КОНКАКАФ: 1985
- Введён в Канадский футбольный зал славы[англ.]: 2001

## Стиль игры
По мнению Алана Меррика, в прошлом игрока клуба «Миннесота Кикс» и тренера «Миннесота Страйкерс», Леттьери играл за сборную Канады на таком же высоком уровне, как Тим Ховард за сборную США на чемпионате мира 2014 года, спасая канадскую сборную в самых безнадёжных ситуациях и даже «опережая время» в плане уровня выступлений.
Также Леттьери запомнился всем, что во время матчей клал в сетку плюшевую игрушку — попугая по кличке «Оззи», который приносил ему удачу. На чемпионате мира 1986 года ему запретили класть игрушки в ворота, заявив, что это карается дисквалификацией вратаря.

## Личная жизнь
Женой Тино стала дочь игрока клуба «Миннесота Норт Старз» и генерального менеджера Лу Нанна. В браке родился сын Винни Леттьери, который играл за хоккейную команду «Голден Гоферс» университета Миннесоты, а в 2017 году стал игроком «Нью-Йорк Рейнджерс», представлял сборные США. В настоящее время занимается бизнесом, управляет компанией Tino’s Cafe Pizzeria в Шорвуде (штат Миннесота).